# Креншо, Дэн
Дэниел Рид Креншо (англ. Daniel Reed Crenshaw; род. 14 марта 1984, Абердин, Шотландия, Великобритания) — американский политик-республиканец. Представитель 2-го избирательного округа штата Техас в Конгрессе США с 2019 года. Служил в ВМС США.

## Биография
Креншо вырос в Кэйти, штат Техас. Окончил Университет Тафтса в 2006 году. Он получил степень магистра государственного управления в Школе управления им. Джона Ф. Кеннеди Гарвардского университета в 2017 году. Креншо работал помощником конгрессмена Пита Сешнса.
Креншо женился на Таре Блейк в 2013 году.